# Paroxyonyx squamiger
Paroxyonyx squamiger – gatunek chrząszcza z rodziny ryjkowcowatych i podrodziny Ceutorhynchinae.

## Taksonomia
Gatunek ten opisał w 2005 roku Enzo Colonnelli. Holotypem jest samiec, a paratypami 8 samców i 13 samic. Całość materiału typowego odłowiono w marcu 1999 roku.

## Opis
Ryjkowiec ten osiąga od 1,84 do 2,27 mm długości ciała. Podstawowa barwa ciała rdzawo-czerwona. Nasada ryjka, głowa, przewężenie wierzchołkowe przedplecza, guzki przedwierzchołkowe oraz odwłok z wyjątkiem piątego urosternitu i pygidium ciemnobrązowe. Buławka czułków, słaba poprzeczna przepaska przez środek pokryw i nasady ud czerwono-brązowe. Owłosienie grzbietowe tworzą gęste, przylegające, mlecznobiałe, podłużno-owalne łuseczki. Na każdym międzyrzędzie pokryw ułożone są w 2-3 nieregularne rządki i przeplatane węższymi, jasnozłotymi łuseczkami, częściowo licznymi w obrębie poprzecznej przepaski. Owłosienie spodnie złożone z umiarkowanie gęstych, przylegających, białych, wąsko lancetowatych łuseczek. Ryjek około 1,3 raza dłuższy od przedplecza, cienki, delikatnie zakrzywiony, o stronie grzbietowej nagiej i gładkiej, w nasadowej połowie drobno trójżeberkowany, słabo rozszerzony u wierzchołka. Przedplecze pozbawione guzków bocznych, u nasady najszersze i bardzo słabo dwufaliste. Boki przedplecza dwufaliste. Pokrywy 1,13 razy dłuższe niż szerokie, najszersze w nasadowej ¼. Guzki barkowe wystające, a przedwierzchołkowe stosunkowo słabo zaznaczone, wyposażone w grupę tarkopodobnych granulek. Rzędy pokryw głęboki i punktowane, a międzyrzędy szersze, płaskie i błyszczące. Urosternity samców z dużym, płytkim wgłębieniem, którego brak u samic.  Aedeagus o bokach prawie równoległych i wierzchołku ściętym.

## Biologia
Roślinami żywicielskimi tego chrząszcza są przedstawiciele rodzaju przęśl (Ephedra). Zdecydowaną większość osobników odłowiono na Ephedra alata.

## Występowanie
Gatunek ten jest endemitem Egiptu, znanym wyłącznie z półwyspu Synaj.